# اتاق نشیمن خواب
اتاق نشیمن خواب (به انگلیسی: The Bed Sitting Room) یک فیلم کمدی بریتانیایی در سال ۱۹۶۹ به کارگردانی ریچارد لستر است که با بازی مجموعه ای از بازیگران کمیک انگلیس و بر اساس داستانی با همین نام ساخته شده‌است. این فیلم در ژانر پوچی، پس از آخرالزمانی، طنز کمدی سیاه و سفید است.